# Mati Zemlya
Mat' Zemlja, o anche Matka Zemlja (letteralmente madre terra e vari altri nomi in uso) è il termine collettivo applicato a un certo numero di divinità slave dedicate alle piante, alla crescita, alla nascita, alla creazione e patrone dei lavori agricoli. 
Nel primo Medioevo, la madre terra era una delle più importanti divinità nel mondo slavo. I giuramenti venivano fatti bendandosi e toccando la terra e i peccati venivano confessati alla terra prima di morire. Era venerata nella sua forma naturale e non aveva impersonificazioni o somiglianze. Dall'adozione della Cristianità in tutte le terre slave, è stata identificata con Maria, la madre di Gesù.
Un esempio della sua importanza si può notare nell'invocazione tradizionale a Matka Zemlja, fatta con un recipiente di olio di canapa, il quale veniva seppellito dopo ogni invocazione. 

L'offerta veniva fatta per ogni direzione:
- Est: "Madre Terra, sottometti ogni male e ogni creatura immonda così che non possano lanciarci incantesimi o farci alcun male."
- Ovest: "Madre Terra, divora l'immondo potere nei tuoi abissi bollenti, e nei tuoi fuochi brucianti."
- Sud: "Madre Terra, calma i venti provenienti dal sud e tutte le cattive condizioni climatiche. Calma le sabbie viaggianti e le trombe d'aria."
- Nord: "Madre Terra, calma i venti del nord e le nuvole, domina le tempeste di neve ed il freddo."

Nella Russia moderna ci fu un rituale abbastanza terrificante dedicato a Matka Zemlja, e successe alla vigilia della prima guerra mondiale per preservare un villaggio dalla piaga del colera. A mezzanotte le donne anziane circondarono il villaggio, radunando le altre donne senza che gli uomini ne fossero a conoscenza. Scelsero nove vergini e tre vedove le quali sarebbero state condotte fuori dal villaggio.  Le vergini si sciolsero i capelli, e le vedove si coprirono il capo con scialli bianchi. Presero gli aratri, le vergini si armarono con falci, e altre presero vari oggetti dall'aspetto terrificante tra cui teschi di animali. La processione successivamente si svolse attorno al villaggio, ululando e gridando, mentre aravano un solco per permettere ai potenti spiriti della Terra di emergere e per neutralizzare i germi del male. Ogni uomo che ebbe la sfortuna di incontrare la processione venne abbattuto senza pietà.